# Mampara (nàutica)

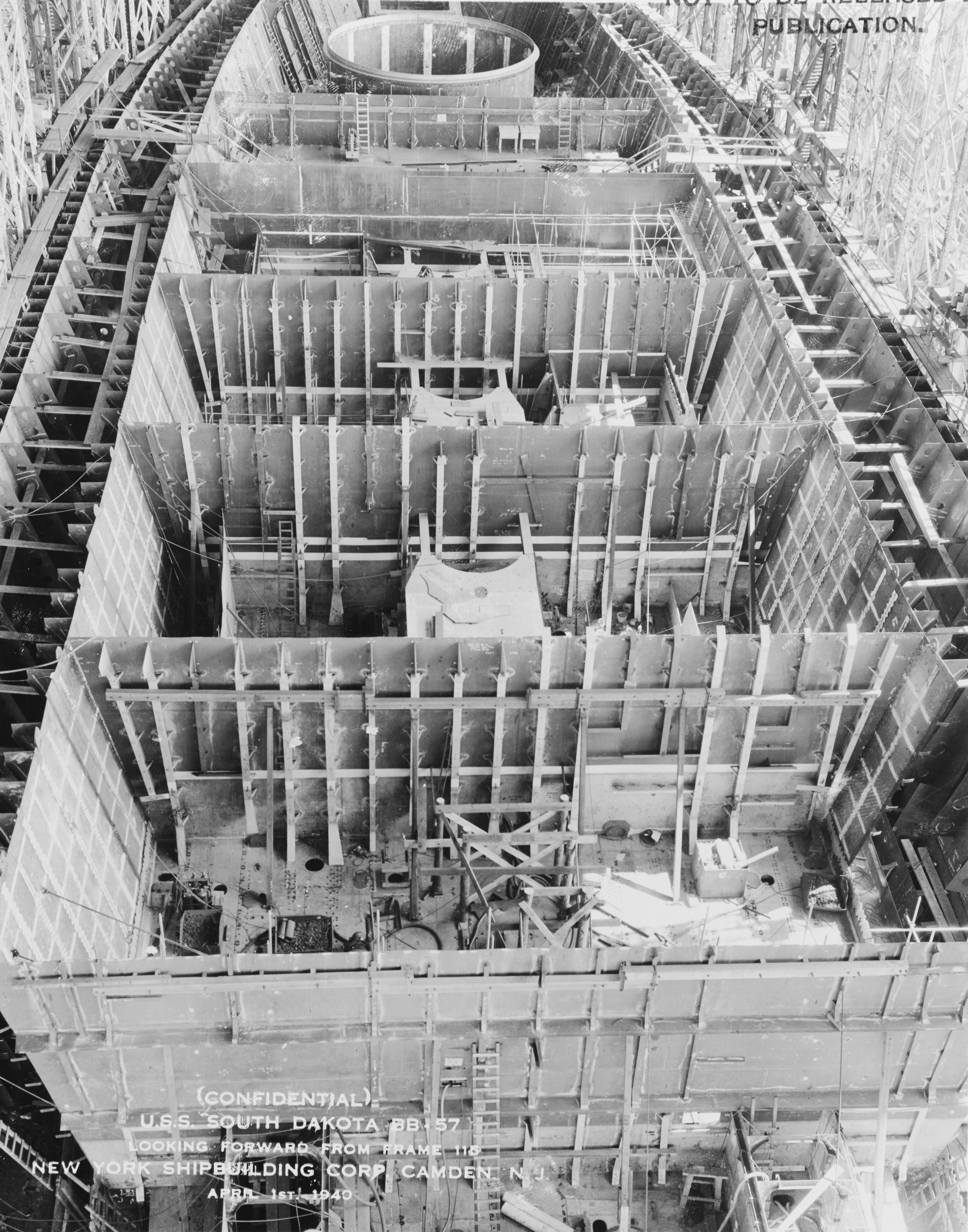
Construcció del USS South Dakota (BB-57). Es veuen els sis mampares transversals i les mampares longitudinals al llarg dels costats del vaixell.

Es designa amb el nom de  mampara  a la construcció de fusta o planxa en posició vertical, amb les quals es formen els compartiments de bord, porten portes i, en general, estan proveïts d'obertures, en comunicació amb l'exterior, per la ventilació dels espais que limiten.

## Formes
Els mampares poden ser transversals i longitudinals.
Els mampares estanques transversals i longitudinals, és a dir, aquells que divideixen el vaixell de banda a banda o en sentit longitudinal, prolongats fins a la coberta principal, bé reforçats, constitueixen una consolidació del buc, tenint per objecte aquests mampares estanques l'aconseguir una total incomunicació d'uns espais amb altres en cas de vies d'aigua; aplicant aquesta mateixa denominació d'estancs, als compartiments per ells formats.
Entre les mampares estanques exerceix el principal paper l'anomenat de col·lisió, situat a proa, i que permet limitar una via d'aigua produïda a la proa per un xoc.
En els vaixells de passatge estarà col·locat a una distància de la part de proa de la "roda" (una peça prolongació de la quilla en la seva part de davant, que puja cap amunt donant-li la forma a la proa) que no sigui menor que el 5 per 100 de l'eslora.
En els vaixells es tanquen, generalment, entre mampares estanques les màquines, i a popa porten un compartiment estanc que tanca el premsaestopes de l'eix porta hèlix
Mampara en zig.zag, és la que arriba fins a la coberta alta, però no formant una superfície vertical, sinó desplaçat en les diferents cobertes una mica més cap a proa, o al contrari de la principal